# Tour Méditerranéen 1977
Il Tour Méditerranéen 1977, quarta edizione della corsa ciclistica, si svolse dal 19 al 24 febbraio su un percorso di 560 km ripartiti in 5 tappe (la seconda suddivisa in due semitappe) più un cronoprologo. Fu vinta dal belga Eddy Merckx della Fiat France davanti al suo connazionale Wilfried Wesemael e al francese Jean Chassang.

## Tappe
| Tappa  | Data        | Percorso                                      | km   | Vincitore di tappa     | Leader cl. generale |
| ------ | ----------- | --------------------------------------------- | ---- | ---------------------- | ------------------- |
| Prol.  | 19 febbraio | Port-de-Bouc > Port-de-Bouc (cron. a squadre) | 5.4  | Frisol-Thirion-Gazelle | Jan Raas            |
| 1ª     | 20 febbraio | Port-de-Bouc > Marsiglia                      | 85.5 | Jan Raas               | Jan Raas            |
| 2ª-1ª  | 21 febbraio | La Penne-sur-Huveaune > Hyères                | 104  | Gregor Braun           | Jan Raas            |
| 2ª-2ª  | 21 febbraio | Tolone > Mont Faron (cron. individuale)       | 11   | Gilbert Chaumaz        | Eddy Merckx         |
| 3ª     | 22 febbraio | Hyères > Nizza                                | 124  | Patrick Sercu          | Eddy Merckx         |
| 4ª     | 23 febbraio | Cavalaire-sur-Mer > Grasse                    | 115  | Patrick Sercu          | Eddy Merckx         |
| 5ª     | 24 febbraio | Menton > Antibes                              | 115  | Fedor den Hertog       | Eddy Merckx         |
| Totale | Totale      | Totale                                        | 560  |                        |                     |

## Dettagli delle tappe

### Prologo
- 19 febbraio: Port-de-Bouc > Port-de-Bouc (cron. a squadre) – 5,4 km

| Pos. | Squadra                | Tempo |
| ---- | ---------------------- | ----- |
| 1    | Frisol-Thirion-Gazelle | 7'15" |
| 2    | Fiat France            | a 2"  |
| 3    | Ijsboerke-Colnago      | s.t.  |

| Pos. | Corridore | Squadra | Tempo |
| ---- | --------- | ------- | ----- |
| 1    | Jan Raas  | Frisol  |       |

### 1ª tappa
- 20 febbraio: Port-de-Bouc > Marsiglia – 85,5 km

| Pos. | Corridore      | Squadra   | Tempo    |
| ---- | -------------- | --------- | -------- |
| 1    | Jan Raas       | Frisol    | 2h11'35" |
| 2    | Sean Kelly     | Flandria  | s.t.     |
| 3    | Frans Verbeeck | Ijsboerke | s.t.     |

| Pos. | Corridore | Squadra | Tempo |
| ---- | --------- | ------- | ----- |
| 1    | Jan Raas  | Frisol  |       |

### 2ª tappa - 1ª semitappa
- 21 febbraio: La Penne-sur-Huveaune > Hyères – 104 km

| Pos. | Corridore         | Squadra   | Tempo    |
| ---- | ----------------- | --------- | -------- |
| 1    | Gregor Braun      | Peugeot   | 2h44'20" |
| 2    | Frans Verbeeck    | Ijsboerke | s.t.     |
| 3    | Jacques Esclassan | Peugeot   | s.t.     |

| Pos. | Corridore | Squadra | Tempo |
| ---- | --------- | ------- | ----- |
| 1    | Jan Raas  | Frisol  |       |

### 2ª tappa - 2ª semitappa
- 21 febbraio: Tolone > Mont Faron (cron. individuale) – 11 km

| Pos. | Corridore       | Squadra     | Tempo  |
| ---- | --------------- | ----------- | ------ |
| 1    | Gilbert Chaumaz | Gitane      | 31'50" |
| 2    | Joseph Bruyère  | Fiat France | a 5"   |
| 3    | Ludo Peeters    | Ijsboerke   | a 8"   |

| Pos. | Corridore   | Squadra     | Tempo |
| ---- | ----------- | ----------- | ----- |
| 1    | Eddy Merckx | Fiat France |       |

### 3ª tappa
- 22 febbraio: Hyères > Nizza – 124 km

| Pos. | Corridore         | Squadra     | Tempo    |
| ---- | ----------------- | ----------- | -------- |
| 1    | Patrick Sercu     | Fiat France | 3h26'49" |
| 2    | Wilfried Wesemael | Frisol      | s.t.     |
| 3    | Sean Kelly        | Flandria    | s.t.     |

| Pos. | Corridore   | Squadra     | Tempo |
| ---- | ----------- | ----------- | ----- |
| 1    | Eddy Merckx | Fiat France |       |

### 4ª tappa
- 23 febbraio: Cavalaire-sur-Mer > Grasse – 115 km

| Pos. | Corridore         | Squadra     | Tempo    |
| ---- | ----------------- | ----------- | -------- |
| 1    | Patrick Sercu     | Fiat France | 3h18'15" |
| 2    | Wilfried Wesemael | Frisol      | s.t.     |
| 3    | Eddy Merckx       | Fiat France | s.t.     |

| Pos. | Corridore   | Squadra     | Tempo |
| ---- | ----------- | ----------- | ----- |
| 1    | Eddy Merckx | Fiat France |       |

### 5ª tappa
- 24 febbraio: Menton > Antibes – 115 km

| Pos. | Corridore           | Squadra     | Tempo    |
| ---- | ------------------- | ----------- | -------- |
| 1    | Fedor den Hertog    | Frisol      | 3h13'26" |
| 2    | Herman Van Springel | Ijsboerke   | s.t.     |
| 3    | Patrick Sercu       | Fiat France | a 5"     |

| Pos. | Corridore         | Squadra     | Tempo     |
| ---- | ----------------- | ----------- | --------- |
| 1    | Eddy Merckx       | Fiat France | 15h07'12" |
| 2    | Wilfried Wesemael | Frisol      | a 10"     |
| 3    | Jean Chassang     | Gitane      | a 26"     |

## Classifiche finali

### Classifica generale
| Pos. | Corridore          | Squadra                | Tempo     |
| ---- | ------------------ | ---------------------- | --------- |
| 1    | Eddy Merckx        | Fiat France            | 15h07'12" |
| 2    | Wilfried Wesemael  | Frisol-Thirion-Gazelle | a 10"     |
| 3    | Jean Chassang      | Gitane-Campagnolo      | a 26"     |
| 4    | Jan Raas           | Frisol-Thirion-Gazelle | a 28"     |
| 5    | Frans Verbeeck     | Ijsboerke-Colnago      | a 1'10"   |
| 6    | Franco Bitossi     | Vibor                  | a 1'17"   |
| 7    | Michel Laurent     | Peugeot-Esso-Michelin  | a 1'23"   |
| 8    | Luciano Borgognoni | Vibor                  | a 3'57"   |
| 9    | Gregor Braun       | Peugeot-Esso-Michelin  | s.t.      |
| 10   | Gabriele Mugnaini  | Vibor                  | a 5'01"   |